# WARAE〜In The Mood〜
「WARAE〜In The Mood〜」は、日本のヒップホップユニット・Hilcrhymeの通算20枚目のシングル。2016年11月16日にユニバーサルJから発売された。
| スタブアイコン | サブスタブ | この項目は、まだ閲覧者の調べものの参照としては役立たない、シングルに関連した書きかけの項目です。この項目を加筆・訂正などしてくださる協力者を求めています（P:音楽/PJ:楽曲）。 |